# تشاك آدمسون (كاتب)
تشاك آدمسون (بالإنجليزية: Chuck Adamson)‏ هو كاتب سيناريو وضابط شرطة ومنتج تلفزيوني أمريكي، ولد في 11 يونيو 1936 في شيكاغو في الولايات المتحدة، وتوفي في 22 فبراير 2008 في روزبيرغ في الولايات المتحدة.

## وصلات خارجية
- تشاك آدمسون على موقع IMDb (الإنجليزية)
- تشاك آدمسون على موقع قاعدة بيانات الفيلم (الإنجليزية)